# Georgios Papanikolaou
Georgios Nikolaou Papanikolaou (grč. Γεωργιος Παπανικολαου; Kymi, 13. svibnja 1883. – Miami, 19. veljače 1962.) grčki je liječnik i patolog, pionir u primjeni citologije u ranom otkrivanju prekanceroznih lezija grlića maternice kod žena. Prvi je liječnik, koji je u ginekološku praksu uveo test koji po njemu nosi eponim Papanikolaou test ili papa test. Dobitnik je prestižne Nagrade Alberta Laskera za medicinu (1950.).
U laboratoriju za patologiju na Sveučilištu Cornell u New Yorku, Papanikolaou je započeo svoja istraživanja s mikroskopiranjem uzoraka vaginalnog sekreta zamoraca. On je našao da su promjene u epitelnim stanicama (vanjskih slojeva kože ili organa) u korelaciji s estrusom životinje ili menstrualnim ciklusom. Godine 1923., Papanikolaou počeo je i ispitivanja razmaza vaginalnoga sekreta žena i s grlića maternice i tom prilikom je otkrio pojavu kancerogenih stanica raka grlića maternice. U medicinskom časopisu 1928..godine, Papanikolau je prvi put prikazao svoju teoriju da se mikroskopskim pregledom brisa vaginalnog sekreta, nakon struganja površine unutrašnjosti vagine, može otkriti prisustvo stanica raka u maternici. U to vrijeme, liječnici su se uglavnom oslanjali na biopsiju i kiretažu u dijagnostici i liječenju raka maternice i ignorirali su primjenu testa nastaloga na osnovu istraživanja Papanikolaoua.
Bilo je potrebno nekoliko desetina godina, da medicina prepozna značaj Papanikolaouva testa. Američka medicinska udruženja tek su 1960. godine počela preporučivati svojim liječnicima godišnju primjenu ovoga testa. Papanikolaou je umro (1962.) samo dvije godine, nakon što je njegov test dokazao efikasnost i postao poznat kao rutinska metoda koja se primjenjuje širom svijeta. ...„Od uvođenja Papanikolaouva testa, stopa javljanja raka grlića maternice u Sjevernoj Americi i drugdje opala je za oko 70%, a životi milijuna žena su produženi.... Papanikolaou je također po istom principu struganja tkiva za citološki pregled osmislio i poboljšani testa za otkrivanje raka pluća, mokraćnoga mjehura i želudca.“
Autor je mnogih znanstvenih radova, predložen je za Nobelovu nagradu za medicinu, ali je nije dobio.

## Priznanja
Georgios Papanikolaou postao je prvi počasni član Atenske akademije 1932. godine.
Dobitnik je nagrade Albert Lasker za istraživanja u području kliničke medicine za izuzetan doprinos u istraživanjima vezanim za rak i njegovo pravovremeno otkrivanje kao mogućeg uzroka smrti, zahvaljujući njegovom relativno brzom, jednostavnom i preciznom testu za dijagnosticiranje nekih tipova tumorskih stanica raka. Papanikolau je ovu prestižnu nagradu dobio za života 1950.
Papanikulauov portret nalazio se na prednjoj strani novčanice od 10.000 grčkih drahmi u periodu od 1995. do 2001., sve do zamjene drahme za euro.
Godine 2009., Papanikolaou je u anketi „Velikani Grčke“ osvojio 2. mjesto i po popularnosti je bio odmah iza Aleksandra Makedonskoga.